# Code switching
Code switching (przełączanie kodu językowego, ang. także code shifting) – zjawisko socjolingwistyczne polegające na doborze różnych kodów językowych (języków, dialektów, odmiany standardowej języka) w zależności od sytuacji komunikatywnej.
Pod pojęciem przełączania kodu językowego można rozumieć pewien sposób operowania językiem ojczystym. Wśród użytkowników gwar jest to zabieg polegający na wprowadzeniu do wypowiedzi gwarowej elementów języka ogólnego (czy też próbie całkowitego zastąpienia gwary językiem ogólnym). Wśród użytkowników języka ogólnego przełączanie kodu polega na wprowadzeniu form gwarowych do wypowiedzi w języku ogólnym, np. w celu osiągnięcia efektu stylistycznego. Kod językowy bywa dobierany w zależności od sytuacji komunikacyjnej (nieoficjalna, oficjalna) lub tematu rozmowy (życie na wsi, miasto); niekiedy dochodzi do świadomego przejścia na kod, który jest wyżej wartościowany w społeczeństwie.
Pojęcie code switchingu można odnieść do przełączania się między odmianami językowymi, które koegzystują w relacji dyglosji. Przełączanie kodu językowego następuje także w sytuacji współistnienia różnych języków (np. walijskiego i angielskiego w niektórych częściach Walii).
Terminem „code switching” określa się też zjawisko wprowadzania wtrąceń z innych języków w obrębie pojedynczej wypowiedzi (lub pojedynczego zdania), występujące u osób wielojęzycznych. W takim znaczeniu występuje także termin „code mixing”, nie zawsze jednak czyni się rozróżnienie między tymi pojęciami. W pewnym sensie zjawisko to jest zbliżone do zapożyczania językowego, ale nie jest z nim tożsame, gdyż mieszanie kodów wymaga przełączania się między różnymi systemami językowymi znanymi osobie mówiącej (osoba posługująca się pożyczkami zaś niekoniecznie włada językiem będącym źródłem tym elementów). O ile zapożyczanie zachodzi na gruncie jednego języka i sprowadza się do zaczerpnięcia pojedynczych słów czy wyrażeń obcych (zwykle zaadaptowanych pod względem morfosyntaktyki czy semantyki), to w przypadku mieszania kodów możliwe jest nawet wtrącanie pełnych zdań w innym języku.